# 地獄來的芳鄰
《地獄來的芳鄰》（英語：The 'Burbs）是一部1989年的美國電影，由喬·丹堤執導，湯姆·漢克斯主演。

## 演員表
- 飾
- 飾
- 飾
- 飾

## 外部連結
- 互联网电影数据库（IMDb）上《地獄來的芳鄰》的资料（英文）
- 豆瓣电影上《地獄來的芳鄰》的資料 （简体中文）